# Gephyrota limbata
Espèce
Synonymes
- Gephyra limbata L. Koch, 1875

Gephyrota limbata est une espèce d'araignées aranéomorphes de la famille des Philodromidae.

## Distribution
Cette espèce est endémique du Queensland en Australie.

## Publication originale
- L. Koch, 1875 : Die Arachniden Australiens. Nürnberg, vol. 1, p. 577-740 (texte intégral).